# Tedania strongyla
Tedania strongyla är en svampdjursart som beskrevs av Jinhe 1986. Tedania strongyla ingår i släktet Tedania och familjen Tedaniidae. Inga underarter finns listade i Catalogue of Life.